# 戰場女武神3
《戰場女武神3》是世嘉與Media.Vision共同製作的戰場女武神系列的第三代作品。在2010年的東京電玩展上正式揭曉並提供試玩，於2011年1月27日於PSP平台發售，本作也是繼前作之後，系列作第二款在掌機上登場的作品。在2010年11月9日的發表會上，除了公佈遊戲主題曲與演唱者之外，還將推出2集OVA動畫和黏土人系列模型。
在2011年9月3日官方正式宣布將於2011年11月23日推出包含遊戲本篇與新製作的3個斷章再加上4個舊有的追加下載任務的擴充版（EXTRA EDITION，簡稱E2版）。

## 劇情簡介
本作故事設定在與一代相同的征曆1935年，在這場被後世稱之為「加利亞戰役」的戰爭中，一支被正規軍當作處理燙手山芋問題的部隊──加利亞公國422部隊，成員都是由軍隊裡的問題人物所組成。因故而被貶至這個部隊隊長克爾特‧歐文，被當作死神嫌惡的莉艾拉‧瑪爾榭利斯，以及背負著滅村仇恨的伊姆卡。在令人絕望的戰場中，三位個性截然不同的主角，一支沒有名字的部隊，交織而成戰場女武神三代的故事。

## 遊戲系統
區域系統
同樣繼承二代的區域系統，但區域的形狀有著更多種類的的變化，不像前一代都較為接近方形，更多縱深挾長的區域使得玩家在攻略據點時更加困難。
潛能系統
潛能系統的部分與前作大致相同，但新增加了潛能盤面(マスターテーブル，Master Table)的要素；玩家已經習得的潛能會以直線連接，有一些強力的高等潛能（ハイポテンシャル，High Potential）需要學得複數兵種潛能後，才能在盤面連線取得。
特別點數與特殊化
特別點數(スペシャルポイント，Special Ponit，簡稱SP)是三代裡新增的另一種點數，數量顯示在CP值條的下方，指示出我軍特殊化所能使用的次數，任務一開始就配給固定數量，無法再增加補充。而特殊化指的是本作主角所持有的特殊能力，必須消耗SP與CP值來發動，三個人能力都不一樣，也都各有所長，如果善加利用的話，可以有效地減少過關時間或是讓原本不利於我方戰局逆轉。
進軍地圖
三代遊戲舞台改以章節劃分，每個章節都將任務與劇情整合在一張戰略地圖上，敵我雙方就隔者戰線相互對峙，隨者任務進展，戰線也會跟者變化，有時任務會提供多種路線，玩家的選擇將會影響到劇情的下一步走向。
與前作的差異
- 每個任務最大同時出場人數由6人增加為9人。
- 第三人稱視點調整較為接近角色以反映模組精細度提昇
- 進入任務簡報後仍可調配車輛配備(前作只能於兵工廠與任務總覽內進行)
- 所有人物角色的兵種均可自由變更，轉換間不需消費任何技能執照(技能執照設定已被移除)。
- 狙擊、劍甲與機槍兵科由附屬兵科拉出獨立，反戰車兵科可直接使用反人員迫擊炮，反人員迫擊兵科被移除
- 系列作中首次導入多重路線與結局。
- 刪除前作較為人詬病素材收集與雞肋的多人連線部份。
- 移除了素材強化兵科的功能(因素材系統已不存在)
- 移除了自訂小隊清單功能，無須事先編隊所有角色皆可在我方據點增援清單中被選擇，相對移除了前作預備隊最大20人的限制。
- 車輛無論等級執行動作花費的CP皆改為1，使前作重型車輛明顯低AP高CP的不平等標準被修正。(前作多輪甲車與輕戰車消費1，中型戰車2，重型戰車3)
- 車輛炮塔配件的重量皆改為1單位
- 甲車駕駛員的追擊增益被移除
- 本作沒有我方隊伍角色死亡

## 主題曲
主題曲「もしも君が願うのなら」
歌：May'n、作詞：藤林聖子、作曲：鷺巣詩郎、編曲：CHOKKAKU與鷺巣詩郎　

## 評價
日本Fami通雜誌的交叉評論單元給予本作36分（滿分40分），以系列作最高分之姿進入白金殿堂。

## 追加下載任務
本作同樣在SONY的PSN網站上提供額外追加任務供玩家付費下載遊玩，可分成含有故事劇情的斷章（エクストラエピソード）與高難度的額外任務（エクストラミッション）兩種類型，在質與量兩方面均優於前兩作。過關之後的報酬包含了豐富的經驗值、金錢、強力的特殊武器及飾品；另外，有部分斷章過關之後，還可以取得額外的客串角色為玩家助陣。但世嘉這個的提供大量的付費追加下載內容政策，也遭眾多玩家批評。

## 漫畫
『戦場のヴァルキュリア３ 名もなき誓いの花』
與遊戲相同以無名部隊的角度描述劇情的同名漫畫，由藤沢真行擔任作畫，2011年5月27日起在電擊萌王月刊開始連載，單行本則由ASCII Media Works發行。
- 第1集 2011年10月27日發售，ISBN 978-4-04-886033-8（日文版）

## OVA動畫
於2010年11月9日的發表會上宣布將遊戲以OVA的形式動畫化，標題定為《戰場女武神3 為誰而負的槍傷》（日语：戦場のヴァルキュリア3 誰がための銃瘡），故事則以原創的番外篇做為主軸，總共將分成前、後2編；前編與後篇分別於2011年4月13日與2011年7月6日以PlayStation Store與Qriocity以網路下載出租的形式推出，而藍光和DVD版本分別於2011年6月29日與2011年8月31日同步販售。
劇情為遊戲中未出現過的原創故事，時間點大約在遊戲13-15章之間，與遊戲內的角色相比，初期隊員的艾咪與安妮卡在動畫中並未正式出場，追加隊員當中正式出場的則只有克萊莉莎一名。

### 製作人員
- 原作：SEGA
- 監督：近藤信宏
- 腳本：大野木寛
- 遊戲版人物設定：本庄雷太
- OVA版人物設定：只野和子
- 音楽：崎元仁
- 動畫製作：A-1 Pictures
- 製作：PROJECT VALKYRIA3

### 主題曲
片頭曲「灯-TOMOSHIBI-」
歌：飛蘭、作詞：飛蘭、作編曲：中山真斗（Elements Garden）
片尾曲「いつか咲く光の花」
歌：栗林美奈實 作詞：栗林美奈實、作曲：黒須克彦、編曲：虹音
插入曲「風を追う兵士の歌」（後篇）
歌：JAM Project 作詞：畑亜貴、作、編曲：七瀬光

## 相關商品
主機配件
戦場のヴァルキュリア3 アクセサリキット（戰場女武神3 PSP主機套件組）
2011年1月27日發售，含上蓋保護殼、收納包、金蒔繪主機裝飾貼紙、螢幕擦拭布吊飾。
書籍
戦場のヴァルキュリア3 スターティングガイド 戦術指令書（戰場女武神3 Starting Guide 戰術指令書）
2011年2月1日發售，SB創意株式会社發行，ISBN 978-4-79-736283-1 （日文版）
戰場女武神3 極密隊員檔案（戦場のヴァルキュリア3 極秘隊員ファイル）
2011年3月23日發售，講談社發行，ISBN 978-4-06-367251-0（日文版）
戰場女武神3 完全攻略本（戦場のヴァルキュリア3 コンプリートガイド）
2011年3月28日發售，Enterbrain發行，ISBN 978-4-04-727188-3（日文版）
2011年10月13日發售，青文出版社發行，ISBN 978-9-86-256946-7（中文版）
戰場女武神3 COMPLETE ARTWORKS（戦場のヴァルキュリア3 COMPLETE ARTWORKS）
2011年11月24日發售，Enterbrain發行，ISBN 978-4-04-727738-0（日文版）
2012年8月9日發售，青文出版社發行，ISBN 978-9-86-310322-6（中文版）
音樂CD
戰場女武神3 Original Soundtrack（戦場のヴァルキュリア3 オリジナル・サウンドトラック）
2011年2月23日發售，全37曲。
黏土人系列模型
No.164 黏土人 莉艾拉（Riela）（ねんどろいど リエラ）
2011年6月23日發售 無比例 ABS&PVC製已塗裝完成品 原型製作:JUN（E.V.） 發售商：Good Smile Company
No.173 黏土人 伊姆卡(Imca)（ねんどろいど イムカ）
2011年8月29日發售 無比例 ABS&PVC製已塗裝完成品 原型製作:JUN（E.V.） 發售商：Good Smile Company

## 備註
1. ↑  （日本）週刊ファミ通9月30日号 No.1137 Page.91，（臺灣）電玩通週刊vol.307 Page.109
2. ↑  http://blog.valkyria3.jp/2010/11/2010119-a35a.html%5B%5D 2010年11月9日【ヴァルログ！】プレス発表会の情報ラッシュです
3. ↑  （日本）週刊ファミ通No.1125 2011年2月3日号，（臺灣）電玩通週刊vol.324 P.25
4. ↑  http://www.famitsu.com/news/201101/21039505.html

## 外部連結
公式網站
- （日語）戰場女武神系列公式網站 （页面存档备份，存于）

遊戲
- （日語）戰場女武神3官方網站
- （日語）戰場女武神3官方部落格「 陣中日誌」
- （日語）戰場女武神3製作人員部落格
- （日語）戰場女武神3擴充版介紹網頁

OVA動畫
- （日語）戰場女武神3 OVA動畫公式網站